# چارلز براون جونیور
چارلز براون جونیور (انگلیسی: Charlie Brown Jr.؛ زادهٔ ۲ فوریهٔ ۱۹۹۷) بازیکن بسکتبال اهل ایالات متحده آمریکا است.